# Sous les Fraises
Sous les Fraises est une entreprise d’agriculture urbaine française créée en 2013. Issue d'une association pionnière en ce domaine, l’Association française de culture hors sol, et fondée par une architecte et un biologiste, elle met au point des solutions permettant de réinsérer la nature dans la ville, de revégétaliser des espaces urbains, et de réconcilier les citadins et leur alimentation.

## Histoire
L’entreprise est fondée par un biologiste, Yohan Hubert, et une architecte, Laure-Line Jacquier, en 2013,. Cela fait déjà plusieurs années que Yohan Hubert procède à des expériences d’agriculture urbaine, associant des techniques de culture hors-sol à la permaculture pour produire des fruits et légumes sur des toits d’immeubles ou sur des espaces peu végétalisés initialement. Avec divers collectifs, il a ainsi mis en place  des potagers urbains expérimentaux en Isère, notamment, dans les années 2000, au lycée des métiers Roger-Deschaux, à Sassenage, un lycée professionnel spécialisé sur les métiers du bâtiment, ou encore sur la terrasse de la bibliothèque communale du centre-ville de Grenoble,. Il a développé des techniques spécifiques, créé une association, l’Association française de culture hors sol, pour piloter les premières expérimentations, puis  publié un ouvrage : Cultiver ses légumes hors-sol. Guide pratique du potager productif en ville, aux éditions Ulmer, en 2013,.
Un peu après sa création en 2014 et le lancement de différentes fermes urbaines, la société répond à un appel à projets sur la végétalisation d’un lieu parisien particulièrement symbolique, la terrasse au sommet des Galeries Lafayette Haussmann. Son projet est retenu et ce jardin en hauteur accueille bientôt  plus de 18 000 plantes de 150 variétés environ, comprenant des fraises, des framboises, des fleurs comestibles, des plantes aromatiques, des choux, etc. Ce projet contribue à sa notoriété,,,. Ce n’est pas la seule implantation d’un jardin urbain, puisque la société en a également mis en place pour CNN France, Unibail ou encore, par exemple, pour Nexity,,. Elle a également, parmi d’autres réalisations, installé sur le toit d’un immeuble des années 1930, dans le 20e arrondissement de Paris, rue Sorbier, une serre de 70 mètres de long.
En 2016, la société est retenue également parmi les lauréats d’un projet de refonte de  l’immeuble Morland, Morland mixité capitale, dans le cadre d’un appel à projet plus global intitulé Réinventer Paris. Cet immeuble, situé au 17 boulevard Morland, en plein cœur de la capitale française, faisant face à l’île Saint-Louis, avait été construit initialement, de 1957 à 1964, pour y accueillir la préfecture de Paris, puis avait connu d’autres usages administratifs, avant cette rénovation en profondeur lancée en 2016, qui va l’ouvrir davantage au public. Au sein de ce projet de rénovation Morland mixité capitale, Sous les Fraises est sélectionné pour créer et prendre en charge un espace réservé à l’agriculture urbaine.
D’autres projets de fermes urbaines suivent, sur les toits du BHV Marais à Paris,
à Marseille, Lyon, etc., mais aussi dans la banlieue parisienne, notamment une feme aquaponique à Aubervilliers en 2018, un site sur les toits du centre commercial So Ouest à Levallois-Perret toujours en 2018. La société est également sélectionnée, par exemple, pour un espace de production agricole et de commercialisation aux abords de la future gare La Courneuve - Six Routes,,.
En 2022, l'entreprise rencontre des difficultés et cesse son activité, comme d'autres entreprises comparables telles que Agricool ou encore, l'année suivante, Agripolis.

## Activités
Comme la majorité des entreprises d’agriculture urbaine, Sous les Fraises a plusieurs activités : elle installe des fermes urbaines, elle en assure l’exploitation, elle en vend la production selon différents canaux (vente de produits à des restaurateurs, vente aux consommateurs, vente à des artisans locaux, etc.) et en assure la transformation pour partie. Elle indique se placer dans  une logique de réhabilitation de la nature dans les villes, de végétalisation de la ville, en restant à une échelle humaine et en privilégiant des logiques locales,,,.

## Choix techniques
Les fondateurs se sont intéressés à une végétalisation de l’espace urbain et au développement de productions agricoles,. Les normes de constructions sont usuellement de 500 kg/m² de surface. Ce poids peut vite être dépassé en considérant une terre et une végétation imbibées d'eau auquel s’ajoute  le poids d'être humain. Pour rendre compatible les bâtis tels qu’ils ont été conçus avec la mise en place d’espace consacré à l’agriculture urbaine, sur des zones peu utilisées (terrasses, toits), le choix a été fait d’une agriculture hors-sol, installée verticalement pour mieux utiliser les surfaces disponibles. L'entreprise utilise une technique unique, mise au point par son fondateur, Yohan Hubert, biologiste, conçue par lui dès les premières expérimentations iséroises et dont il a déposé le brevet : une membrane composée de laine de mouton et de chanvre, favorisant le développement de micro organismes, et munie de poches où l'on ajoute du compost et où l'on installe les plantes. Ce tissu retient également la pluie, et permet de conjuguer les avantages de la culture verticale hors-sol avec des techniques de  permaculture. Ainsi, sans dépasser le poids de 50 kilos par mètre carré, l'utilisation d'engrais chimiques est évitée, en exploitant la capacité des plantes à enrichir progressivement leur substrat et à se nourrir réciproquement, explique Yohan Hubert,,.
Les objectifs de l’entreprise vont au-delà de la production de fruits et légumes. « L’agriculture urbaine ne peut être uniquement nourricière. Notre but est aussi d’être des régulateurs bioclimatiques en ville, en participant aux traitements des eaux, des déchets, en exploitant les îlots de chaleur, en enrichissant la biodiversité végétale. ».
La réalisation de la ferme urbaine d’Aubervilliers, associant potager et élevage de truites, et utilisant les techniques de l’aquaponie montre que l’entreprise s’intéresse également à d’autres techniques.